# 戊酸锂
戊酸锂是一种羧酸盐，化学式为C4H9COOLi。它可由戊酸和氢氧化锂在乙醇（或水）溶液中反应得到。
C4H9COOH + LiOH → C4H9COOLi + H2O
它和戊酸亚铊在热乙醇中结晶，可以得到Li2Tl(C4H9COO)3。